# Johan Skytte
Johan Skytte (nascido em maio de 1577 em Nyköping, falecido em 15 de março de 1645 em Söderåkra) foi um nobre sueco (friherre) e conselheiro real (riksråd) do século XVII-XVIII.

Em 1622, foi nomeado chanceler da Universidade de Uppsala, tendo participado em 1625 na assinatura da ”carta de privilégios da unversidade” (Uppsala universitets privilegier) concedida pelo rei Gustavo II Adolfo. Mais conhecido ainda é por ter criado em 1622 a ”Cátedra Skytte de Ciência Política e Retórica”. Alguns anos mais tarde, em 1632, fundou a Universidade de Tartu na Estónia.

Como conselheiro real (kammarråd), Johan Skytte foi responsável pelas finanças do reino, tendo servido fielmente os interesses do próprio rei Gustavo II Adolfo.